# Martin Dent
Martin Dent, född 8 februari 1979, är en australisk friidrottare. Han deltog vid olympiska sommarspelen 2012.